# Thello

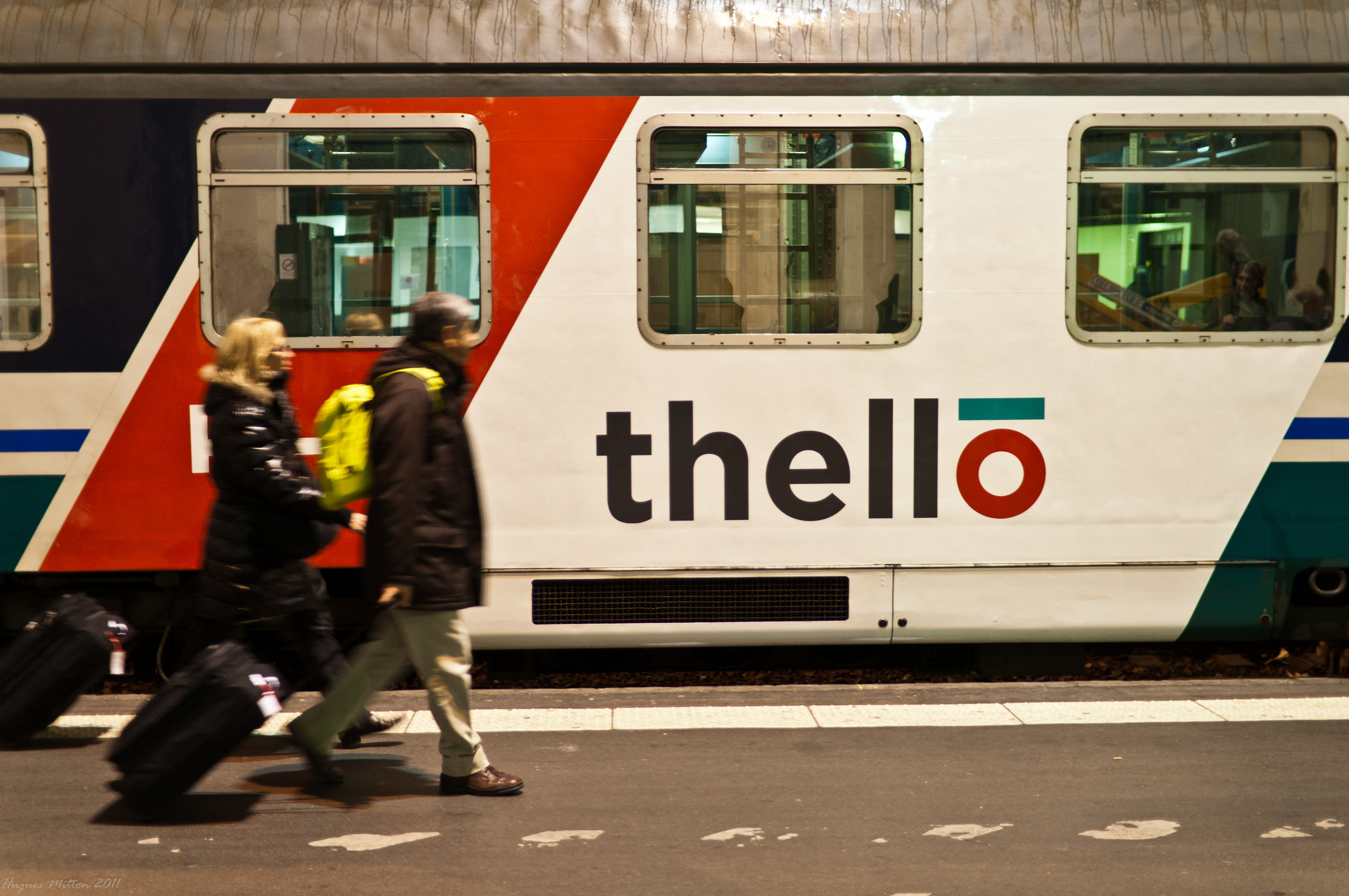
Az első Thello vonat Párizsban

A Thello egy vasúttársaság, melyet a Veolia Transdev és a Trenitalia alapított 2011-ben.
A társaság éjszakai járatokat üzemeltet Paris Gare de Lyon pályaudvar és Venezia Santa Lucia között, érintve Dijon-Ville, Milano Centrale, Brescia, Verona Porta Nuova, Stazione di Vicenza és Stazione di Padova állomásokat. Ez Franciaország első magán-személyszállító vasúttársasága a liberalizáció óta. A vonat hálókocsikból és egy étkezőkocsiból áll, a mozdony pedig egy három áramnemű SNCF BB 36000 sorozatú villamosmozdony, hogy elkerüljék a felesleges gépcseréket a határátlépéseknél. A Veolia a BB 36007, 36011 és 36015 pályaszámú gépeket bérli. A gépek megtartották az eredeti színüket, mindössze egy feliratot kaptak, ami utal az új éjszakai vonatra.

## Útvonal

### Jelenlegi

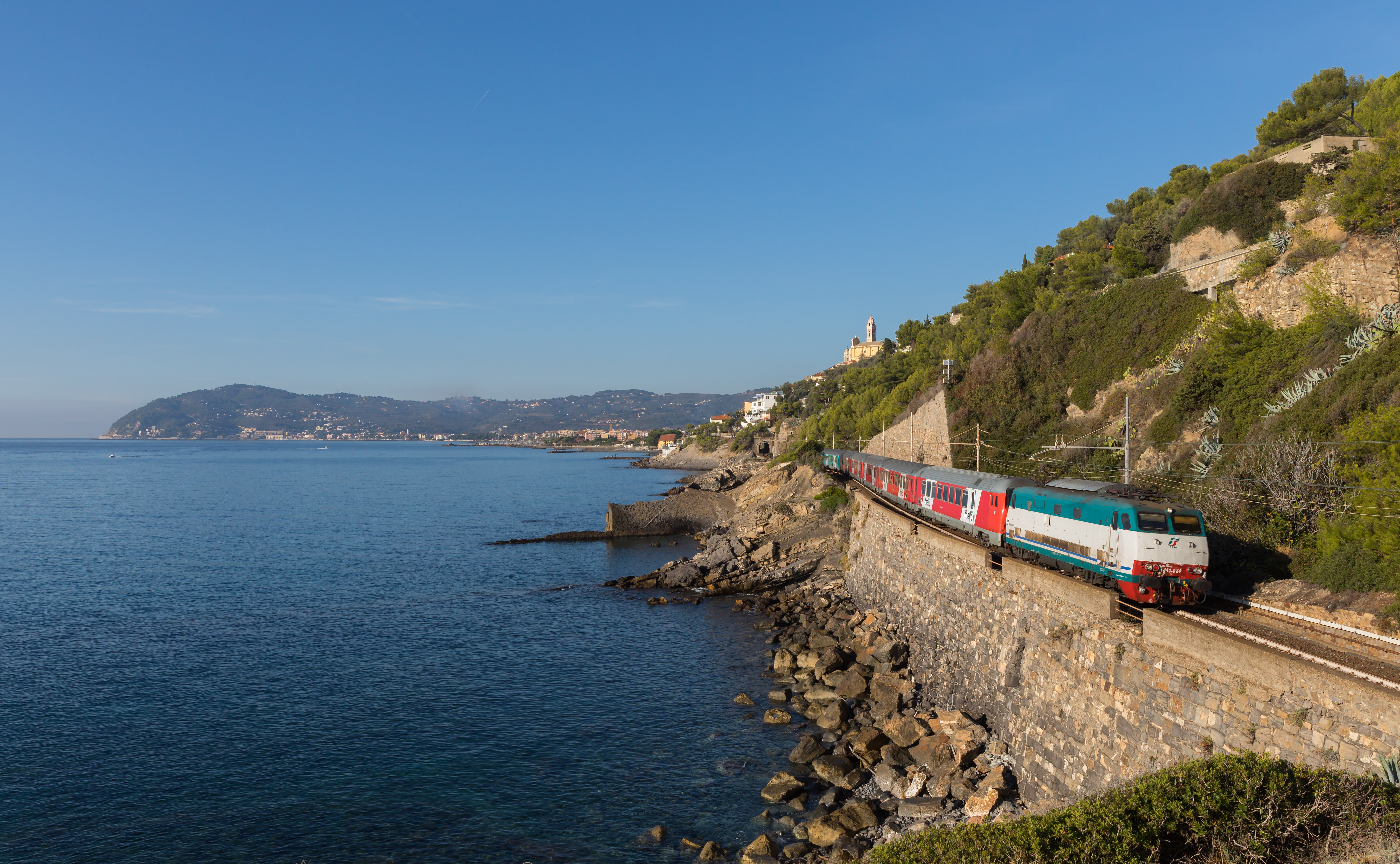
Thello EuroCity az olasz riviérán

| Vonal | Indulása           | Járatok száma                                  |
| --- | ------------------ | ---------------------------------------------- |
| Párizs-Gare de Lyon < > Velence-Santa Lucia További megállók: Dijon, Milánó, Brescia, Verona, Vicenza és Padova      | 2011. december 11. | 1 vonatpár (EN 220/221)                        |
| Marseille-St. Charles / Nizza < > Milánó-Centrale További megállók: Toulon, Cannes, Nizza, Monaco, Sanremo és Genova | 2014. december 14. | 1 vonatpár vagy 3 vonatpár Nizzából (EuroCity) |

### Korábbi
| Vonal | Indulása          | Járatok száma           |
| --- | ----------------- | ----------------------- |
| Párizs-Gare de Lyon < > Roma Termini További megállók: Dijon, Lausanne, Brig, Domodossola, Piacenza, Parma, Bologna és Firenze Campo di Marte | 2012. december 9. | 1 vonatpár (EN 206/207) |

## Képgaléria

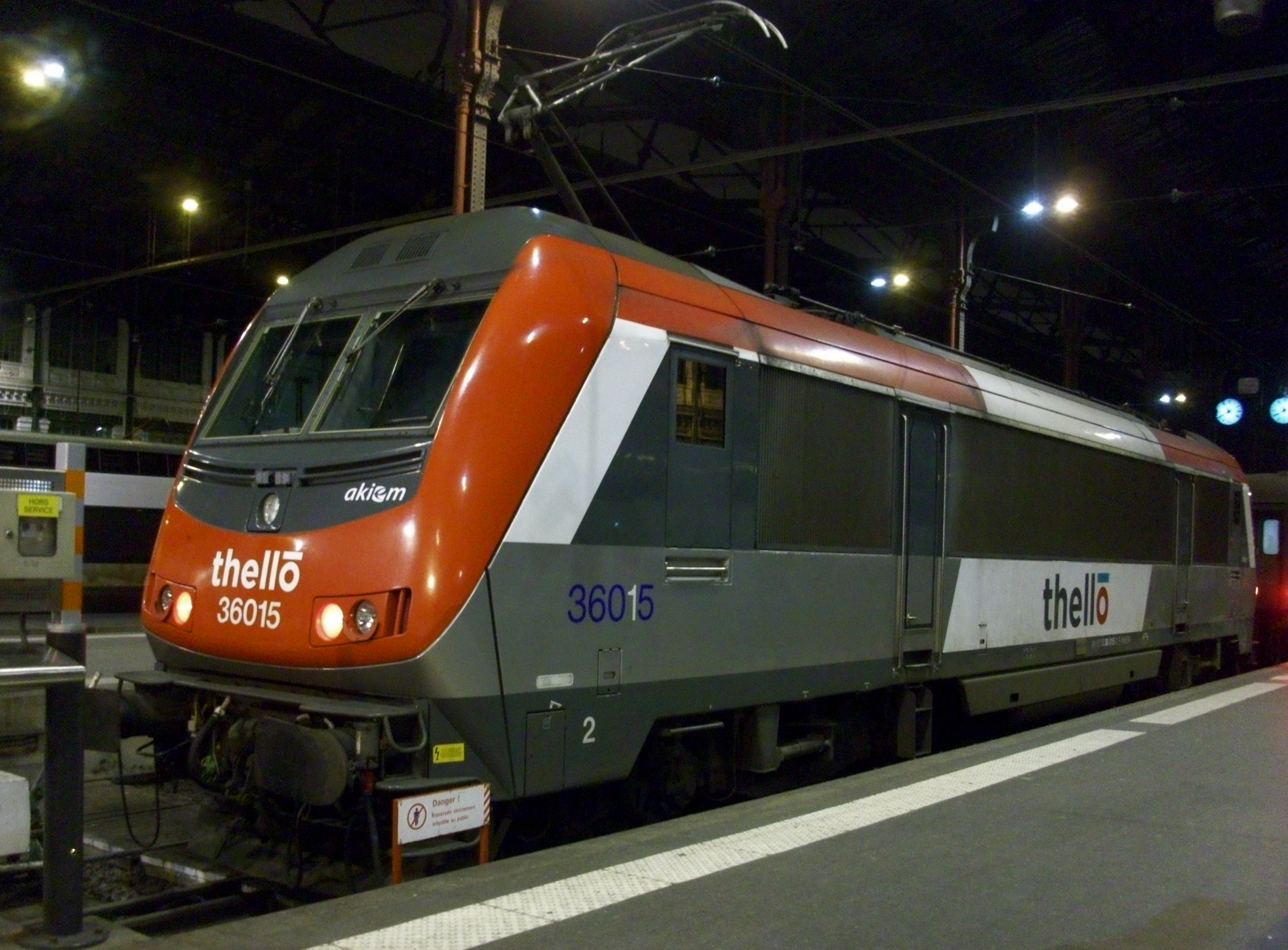
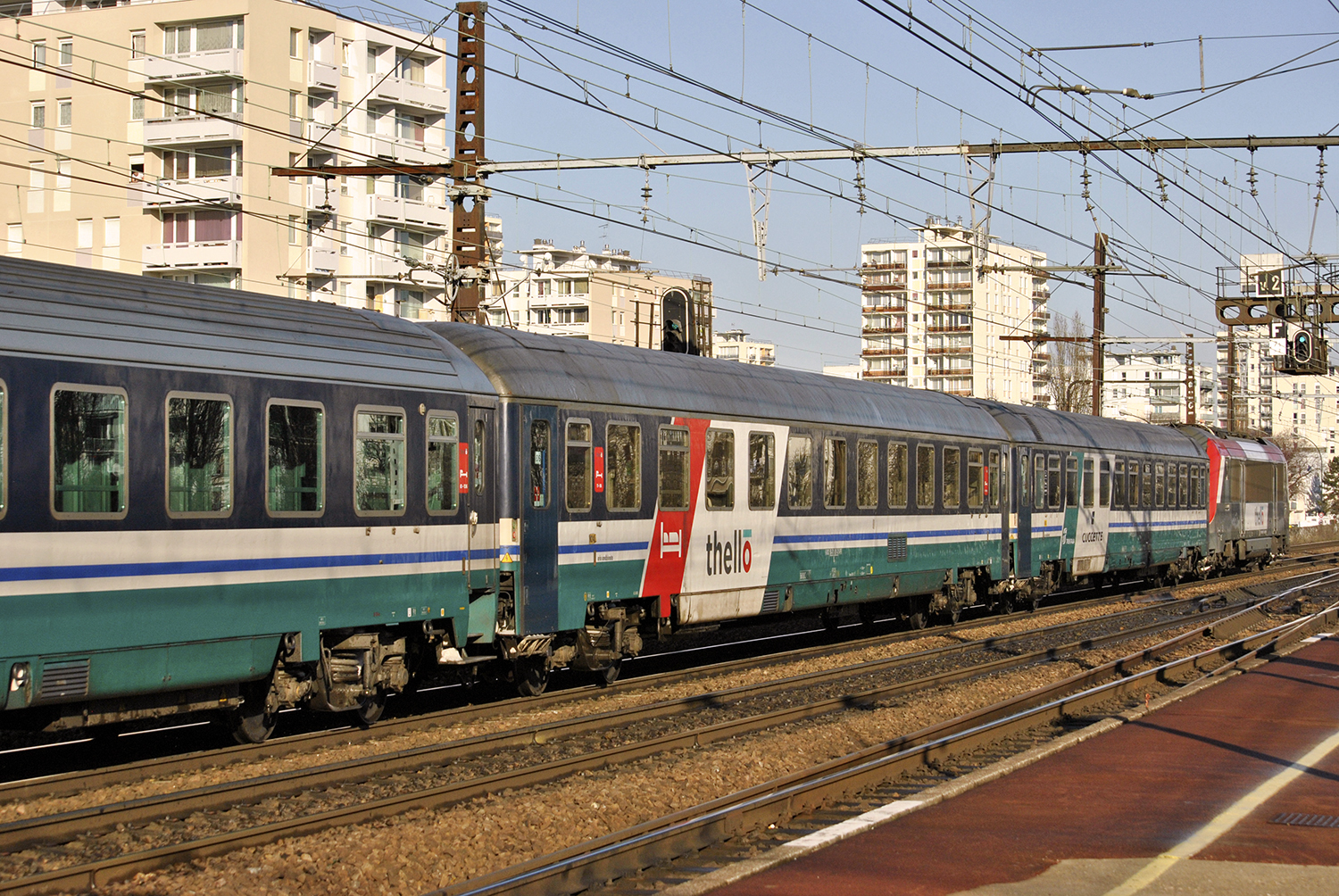
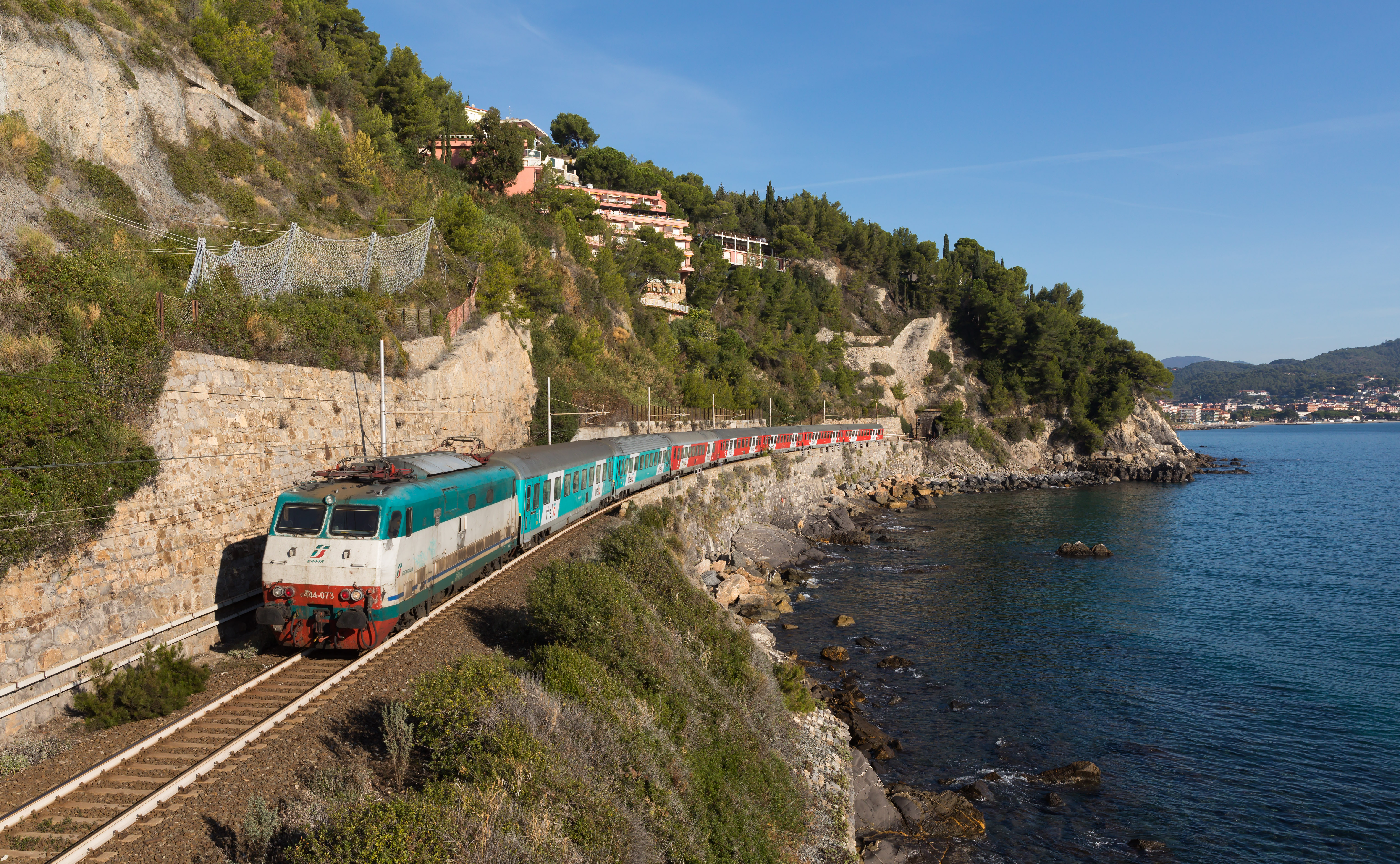
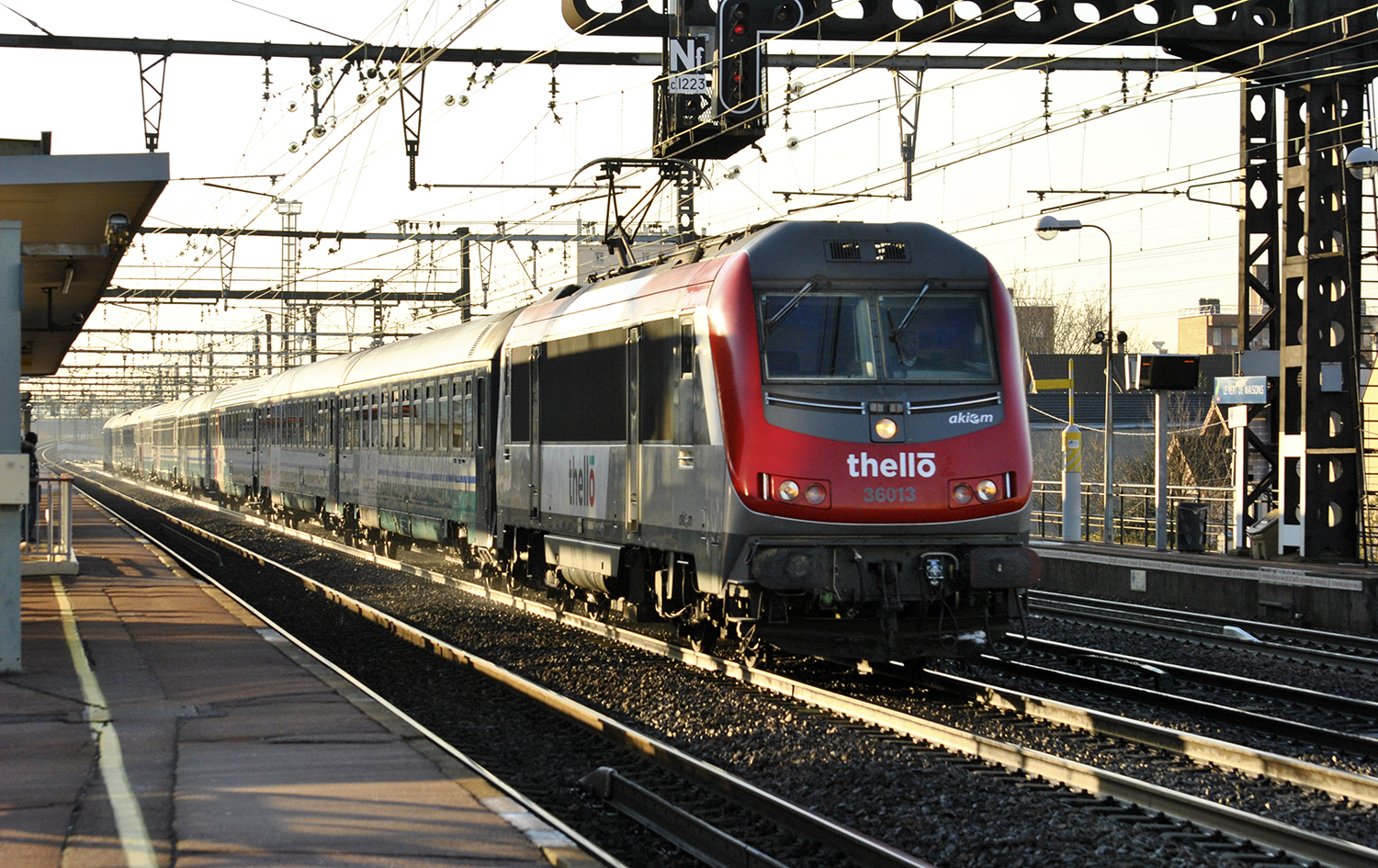
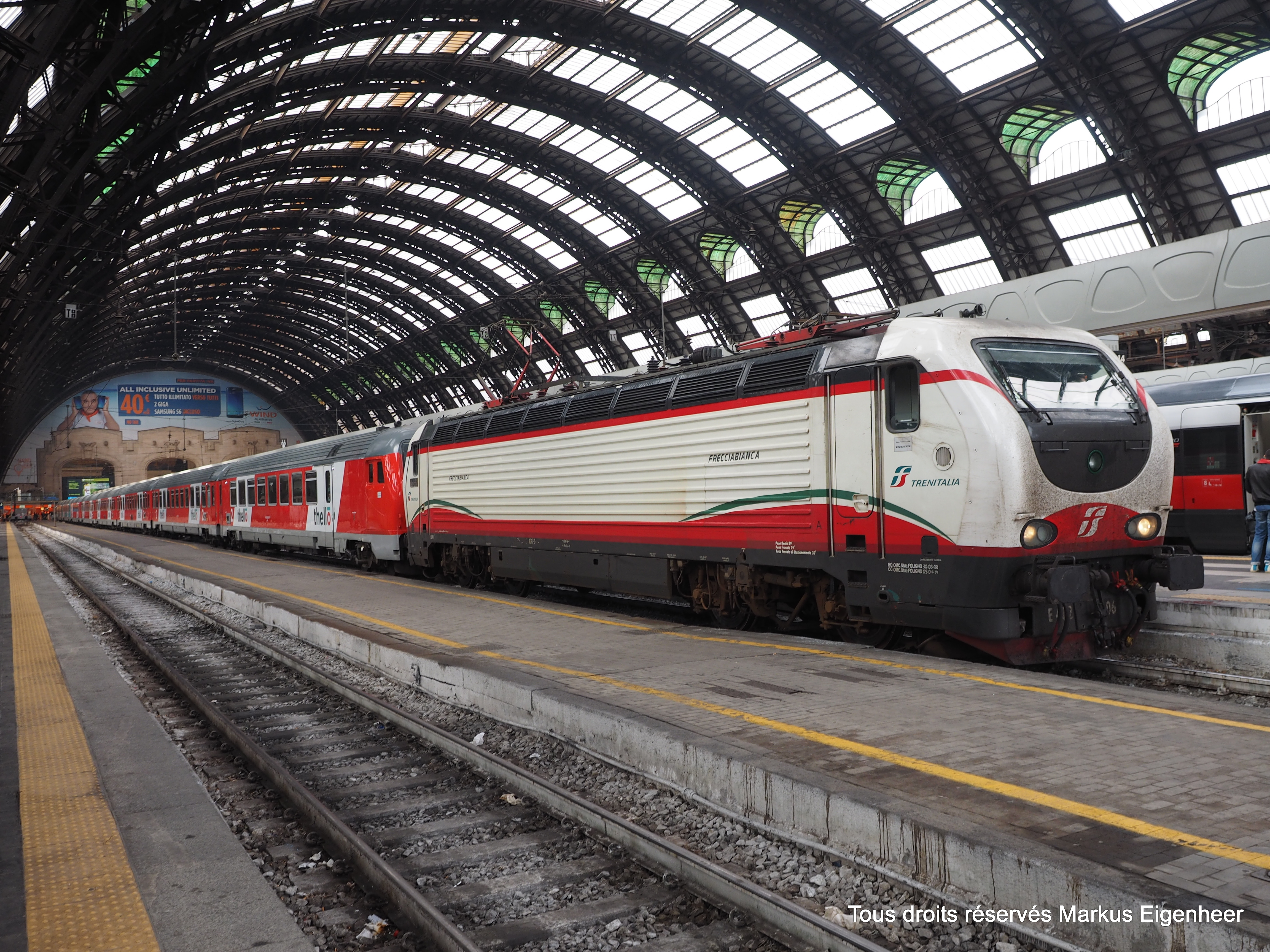
Thello szerelvény Milánóban
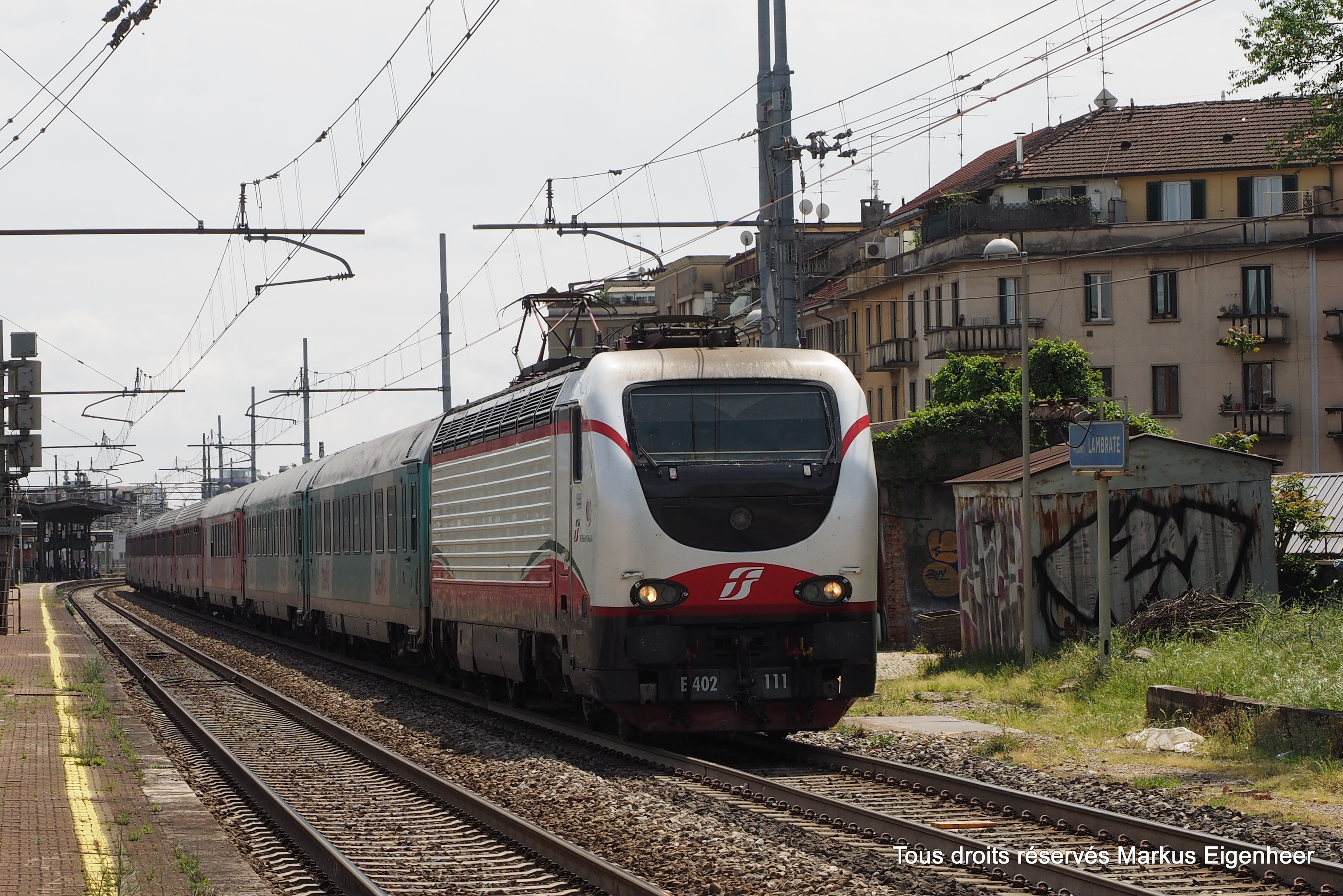

## Kiszolgált állomások
| Név                             | Ország        | Közigazgatási egység | Vasútvonal | Szolgáltatások | Kép |
| ------------------------------- | ------------- | -------------------- | --- | --- | --- |
| Gare de Dijon-Ville             | Franciaország | Dijon                | Párizs–Marseille-vasútvonal Dijon-Ville-Is-sur-Tille-vasútvonal Dijon-Ville-Saint-Amour-vasútvonal Dijon–Vallorbe-vasútvonal Dijon-Ville-Épinac-vasútvonal | TGV Intercités Lyria Trenitalia France BOURG-EN-BRESSE // DIJON AUXERRE // DIJON LYON // MÂCON // DIJON BESANÇON VIOTTE // DOLE // DIJON IS-SUR-TILLE // DIJON // LES LAUMES C06 Reims Châlons-en-Champagne Dijon C04 Mulhouse /Dijon Troyes Paris-Est L07 Nancy Neufchâteau Dijon |     |
| Paris Gare de Lyon              | Franciaország | Párizs 12. kerülete  | Párizs–Marseille-vasútvonal | TGV Lyria Noctilien Elipsos Trenitalia France A RER-vonal D RER-vonal Line R |     |
| Stazione di Milano Centrale     | Olaszország   | Milánó               | Domodossola–Milánó-vasútvonal Lecco–Milánó-vasútvonal Milánó–Bologna-vasútvonal Milánó–Bologna nagysebességű vasútvonal Chiasso–Milánó-vasútvonal Milánó–Genova-vasútvonal Milánó–Velence-vasútvonal Milánó–Verona nagysebességű vasútvonal Torino–Milánó-vasútvonal Torino–Milánó nagysebességű vasútvonal | Trenhotel Trenitalia France EuroCity Frecciarossa Frecciabianca |     |
| Stazione di Venezia Mestre      | Olaszország   | Velence              | Milánó–Velence-vasútvonal Trento–Velence-vasútvonal Velence–Trieszt-vasútvonal Velence–Udine-vasútvonal Adria–Mestre-vasútvonal Verona-Velence nagysebességű vasútvonal | Frecciarossa Railjet Trenitalia France EuroNight Nuovo Trasporto Viaggiatori |     |
| Stazione di Venezia Santa Lucia | Olaszország   | Velence              | Milánó–Velence-vasútvonal Velence–Trieszt-vasútvonal Trento–Velence-vasútvonal Velence–Udine-vasútvonal | Trenitalia France EuroCity Nightjet Venice-Simplon Orient Express Frecciarossa Frecciabianca Railjet Nuovo Trasporto Viaggiatori |     |
| Stazione di Ventimiglia         | Olaszország   | Ventimiglia          | Marseille–Ventimiglia-vasútvonal Genova–Ventimiglia-vasútvonal Cuneo-Limone-Ventimiglia-vasútvonal | TGV Trenitalia France treno regionale InterCity ligne 4 ligne de Coni à Vintimille |     |
| Stazione di Verona Porta Nuova  | Olaszország   | Verona               | Milánó–Velence-vasútvonal Brenner-vasútvonal Verona–Bologna-vasútvonal Verona-Mantova-Modena-vasútvonal Verona-Rovigo-vasútvonal | Trenitalia France Frecciabianca Frecciarossa |     |
| Stazione di Vicenza             | Olaszország   | Vicenza              | Milánó–Velence-vasútvonal Vicenza-Schio-vasútvonal Vicenza-Treviso-vasútvonal | Trenitalia France Frecciabianca EuroCity Frecciarossa |     |